# Agelena kiboschensis
Agelena kiboschensis es una especie de araña del género Agelena, familia Agelenidae. Fue descrita científicamente por Lessert en 1915.

## Distribución
Esta especie se encuentra en África Central y Oriental.